# Stoczek (powiat węgrowski)
Stoczek (także: Stoczek Węgrowski) – wieś w Polsce położona w województwie mazowieckim, w powiecie węgrowskim. Siedziba gminy Stoczek. Ma status sołectwa.
Do 1996 roku były to dwie odrębne miejscowości: Stoczek-Osada i Stoczek-Wieś.
Prywatna wieś szlachecka położona była w drugiej połowie XVI wieku w powiecie kamienieckim ziemi nurskiej województwa mazowieckiego. W latach 1975–1998 miejscowość należała administracyjnie do województwa siedleckiego. Podczas okupacji hitlerowskiej, w 1940 roku Niemcy utworzyli getto dla żydowskich mieszkańców. Przebywało w nim około 2000 Żydów. 25 września 1942 zostali wywiezieni do obozu zagłady Treblinka II i tam zamordowani.
We wsi znajduje się parafia św. Stanisława Biskupa Męczennika.